# Ficus pumila
Ficus pumila (ficus trepador, rastrero o enamorada del muro) es una especie de planta fanerógama en la familia de las moras, nativa de Asia del este (China, Japón, Vietnam) y naturalizado en partes del sudeste y sur central de EE. UU. La etimología del nombre de especie corresponde al latín pumilus significando enano, y refiere a las hojas muy pequeñas de la planta.
Ficus pumila es una planta de guía (parra) perennifolia leñosa, creciendo a 2,5 a 4 m. El follaje juvenil es muy pequeño y más delgado que las hojas maduras producidas en distintas edades de la planta. Esta planta requiere la avispa de higo Blastophaga pumilae para polinización, y alimenta a larvas de la mariposa Marpesia petreus.

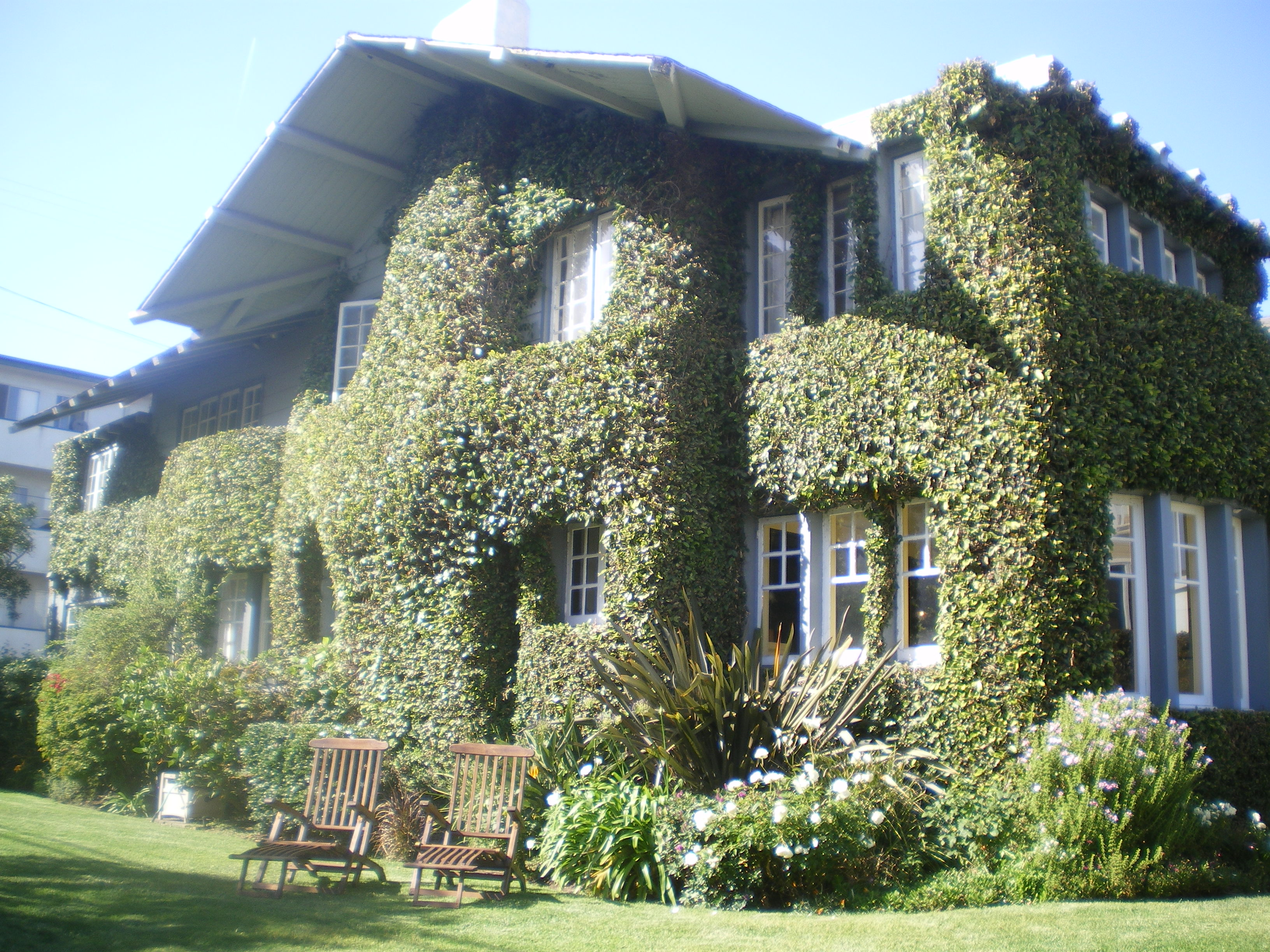
Creciendo en la Casa de Playa de Wilson de Warren, en Venice, California.

## Cultivo
Como su nombre común "ficus rastrero" indica, la planta tiene el hábito de arrastrarse y es a menudo utilizada en jardines y paisajes donde cubre la tierra y sube arriba de árboles y paredes. No resiste heladas fuertes, y en las regiones templadas es a menudo vista como planta de interior. Crece rápido y requiere pocos cuidados. Ha obtenido el premio de la Sociedad Hortícola Real de Mérito de Jardín.
Puede devenir invasiva y cubrir estructuras y otras características del paisaje si no se mantiene controlado su crecimiento. Cuándo trepa por edificios o estructuras de madera, sus zarcillos leñosos se aferran a las estructuras, pudiendo dañar sus superficies.

## Variedades y cultivares

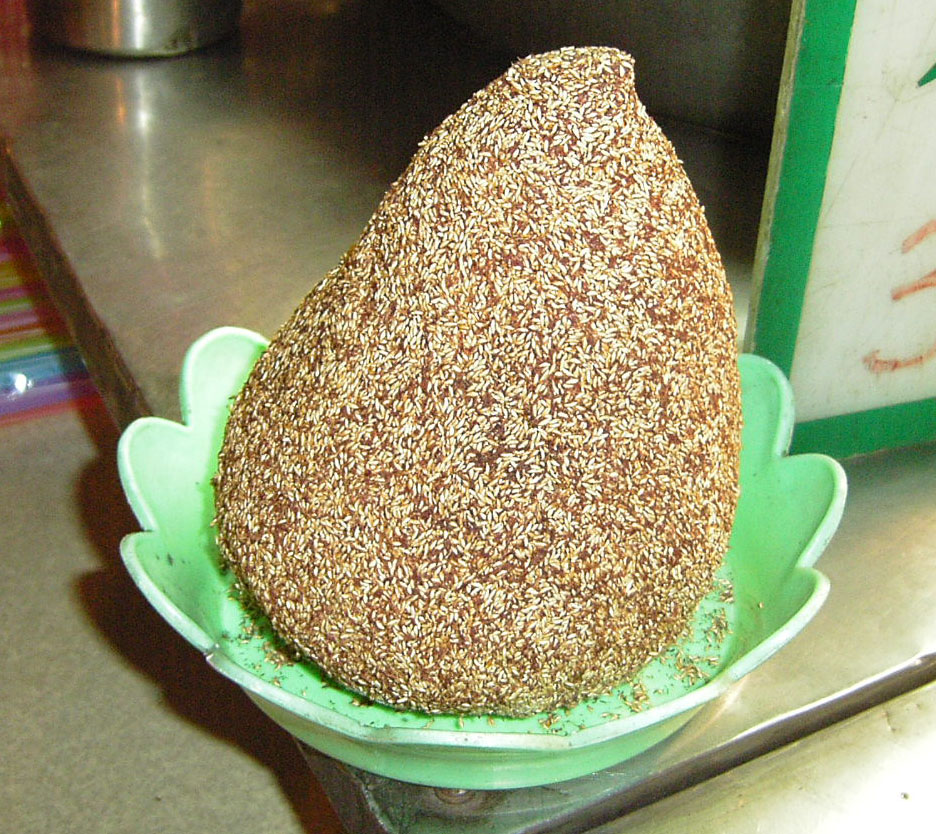
Secado al revés fruta de F. pumila var awkeotsang, a punto para uso

- Ficus pumila var. awkeotsang —  Awkeotsang ficus rastrero.
- Ficus pumila var. quercifolia —  Hoja de roble que se arrastra.
- Ficus pumila 'Curly' — Curly rastrero; crinkled forma de hoja.
- Ficus pumila 'Variegata'  Y Ficus pumila'nowflake' — Abigarrada rastrero; follaje abigarrado.

### Cocina
La fruta de Ficus pumila var. awkeotsang se utiliza en cocina. En Taiwán, su fruta se gira al revés y se seca. Las semillas están raídas fuera y un gel se extrae de su superficie con agua y dejado para poner y formar una jalea conocida en Taiwán como aiyu jalea (o aiyuzi 愛玉子) y en Singapur como jalea de hielo (文頭雪).